# 1er régiment mixte de Madagascar
Pour les articles homonymes, voir 1er régiment.
« 1er régiment de tirailleurs malgaches » redirige ici. Pour les autres significations, voir régiment de tirailleurs malgaches.
Le 1er régiment mixte de Madagascar (1er RMM) est une unité militaire des troupes coloniales, rattachée à l'Armée de terre française et stationné sur l'île de Madagascar. Il est formé en 1903 sous le nom de 1er régiment de tirailleurs malgaches (1er RTM) et dissous en 1949 après avoir été réduit à un bataillon.

## Création et différentes dénominations
- 1895 : formation du régiment de tirailleurs malgaches
- 1897 : renommé 1er régiment de tirailleurs malgaches
- 1926 : devient 1er régiment mixte de Madagascar
- 1934 : dissous
- 1937 : recréé
- 1942 : détruit au combat
- 1946 : nouvelle formation du 1er régiment mixte de Madagascar
- 1948 : devient 1er bataillon mixte de Madagascar
- 1949 : dissous

## Historique
Le régiment est créé le 13 janvier 1895 à Tamatave (aujourd'hui Toamasina), à partir des tirailleurs sakalaves du régiment colonial de Madagascar. Ils sont engagés dans la conquête française de Madagascar : le premier combat du régiment a lieu le 19 février, jour où les tirailleurs malgaches repoussent une attaque mérina près d'Antsirane (Antsiranana). Ils participent ensuite à la prise de Mahabo (25 mars) et de Marovoay (2 mai).
Le 2e régiment de tirailleurs malgaches est créé le 6 juin 1897 et le régiment devient 1er régiment de tirailleurs malgaches. Le secteur du régiment est constitué du centre et l'ouest de l'île et l'état-major du bataillon s'installe à Tananarive (Antananarivo). En 1914 comme en 1924, le régiment compte trois bataillons dont un bataillon de tirailleurs sénégalais.
En 1926 (selon les sources, le 1er janvier, le 1er juin ou 1er juillet 1926, le 1er régiment de tirailleurs malgaches prend le nom de 1er régiment mixte de Madagascar. Ses éléments sont implantés à Tananarive (état-major, Ier bataillon et IIIe bataillon sénégalais), Majunga (IIe bataillon) et La Réunion (une compagnie du IIe bataillon).
Après le déclenchement de la Seconde Guerre mondiale, le 1er RMM reçoit deux bataillons supplémentaires, dont un bataillon sénégalais. En juillet 1942, pendant l'invasion britannique de Madagascar, il est organisé avec deux compagnies à Ambanja, un bataillon à Majunga, un bataillon à Tamatave, une compagnie à Brickaville (Vohibinany) et deux bataillons à Tananarive. Le régiment disparait au combat le 5 novembre 1942.
Le 1er RMM est recréé le 1er janvier 1946, à Tananarive, Moramanga et Majunga. Il est partiellement transformé en unité d'infanterie motorisée en janvier 1947. Son Ier bataillon, formé de tirailleurs sénégalais, devient l'infanterie du détachement motorisé autonome de Madagascar en avril tandis que le IIe bataillon du régiment devient Ier bataillon.
Le 1er RMM est dissous le 31 décembre 1947 et, le lendemain, le Ier bataillon devient à Moramanga le 1er bataillon mixte de Madagascar tandis que la compagnie de commandement devient la compagnie de garnison de Tananarive. Le 1er BMM rejoint Tuléar (Toliara) où il participe aux opérations de répression. Il est dissous le 30 avril 1949.

## Drapeau
Le 1er RTM reçoit son drapeau des mains du président Raymond Poincaré le 14 juillet 1913. Le drapeau du 1er RMM porte les inscriptions :
- Madagascar 1895
- Aisne 1918
- Vauxaillon 1918
- Maroc 1925-1926
- Levant 1925-1928

## Insigne
L'insigne, réalisé en 1938, présente l'ancre des troupes coloniales chargée d'un écu bleu au palais d'argent. Brochant sur la tout, un aigle enserrant un boulet sur lequel est inscrite la date 1895 (date de fondation du régiment). Le palais sur l'insigne est le palais de la reine Ranavalona III, dernière reine de Madagascar. L'aigle royal (voromahery) est repris des armoiries de la reine,.

## Personnalités ayant servi au régiment
- Félix Broche (1905-1942), compagnon de la Libération, au 1er RMM.